# Hautes-Plaines (Gatineau)
 (novembre 2024).
Si vous disposez d'ouvrages ou d'articles de référence ou si vous connaissez des sites web de qualité traitant du thème abordé ici, merci de compléter l'article en donnant les références utiles à sa vérifiabilité et en les liant à la section « Notes et références ».
Les Hautes-Plaines désigne à la fois un quartier et un village urbain de la ville de Gatineau situé au nord du centre-ville. Le quartier est délimité du boulevard des Hautes-Plaines à l'est jusqu'au boulevard St-Joseph. Ce quartier est composé avec une grande majorité de maisons. Il y a d'ailleurs plusieurs commerces de détails et le quartier donne un accès au parc de la Gatineau.